# UFC王者一覧
UFC王者一覧は、アメリカ合衆国の総合格闘技団体「UFC」の王座変遷表である。

## 男子王座

### ヘビー級（-120.2kg）
| 代 | 選手名                         | 在位期間                        | 防衛回数 | 備考 |
| -- | ------------------------------ | ------------------------------- | -------- | --- |
| 初 | マーク・コールマン             | 1997年2月7日 - 1997年7月27日    | 0        | ダン・スバーンとの王座決定戦により獲得 |
| 2  | モーリス・スミス               | 1997年7月27日 - 1997年12月21日  | 1        | マーク・コールマンとの王座戦により獲得 ○ タンク・アボット（UFC 15）                                                                                            |
| 3  | ランディ・クートゥア           | 1997年12月21日 - 1998年1月      | 0        | モーリス・スミスとの王座戦により獲得 |
| -  | 空位                           | 1998年1月 - 1999年5月7日        | -        | クートゥアの契約問題による王座剥奪により空位 |
| 4  | バス・ルッテン                 | 1999年5月7日 - 1999年6月        | 0        | ケビン・ランデルマンとの王座決定戦により獲得 |
| -  | 空位                           | 1999年6月 - 1999年11月14日      | -        | ルッテンのライトヘビー級転向による王座返上により空位 |
| 5  | ケビン・ランデルマン           | 1999年11月14日 - 2000年11月17日 | 1        | ピート・ウィリアムスとの王座決定戦により獲得 ○ ペドロ・ヒーゾ（UFC 26）                                                                                        |
| 6  | ランディ・クートゥア           | 2000年11月17日 - 2002年3月22日  | 2        | ケビン・ランデルマンとの王座戦により獲得 ○ ペドロ・ヒーゾ（UFC 31） ○ ペドロ・ヒーゾ（UFC 34）                                                                 |
| 7  | ジョシュ・バーネット           | 2002年3月22日 - 2002年7月26日   | 0        | ランディ・クートゥアとの王座戦により獲得 |
| -  | 空位                           | 2002年7月26日 - 2002年9月27日   | -        | バーネットの薬物検査失格による王座剥奪により空位 |
| 8  | リコ・ロドリゲス               | 2002年9月27日 - 2003年2月28日   | 0        | ランディ・クートゥアとの王座決定戦により獲得 |
| 9  | ティム・シルビア               | 2003年2月28日 - 2003年10月15日  | 1        | リコ・ロドリゲスとの王座戦により獲得 ○ ガン・マッギー（UFC 44）                                                                                                |
| -  | 空位                           | 2003年10月15日 - 2004年6月19日  | -        | シルビアの薬物検査失格による王座剥奪により空位 |
| 10 | フランク・ミア                 | 2004年6月19日 - 2005年8月12日   | 0        | ティム・シルビアとの王座決定戦により獲得 |
| 暫 | アンドレイ・アルロフスキー     | 2005年2月5日 - 2005年8月12日    | 1        | ミアの長期戦線離脱のため制定 ティム・シルビアとの暫定王座決定戦により獲得 ○ ジャスティン・エイラーズ（UFC 53）                                                 |
| 11 | アンドレイ・アルロフスキー     | 2005年8月12日 - 2006年4月15日   | 1        | ミアの長期戦線離脱による王座剥奪により認定 ○ ポール・ブエンテロ（UFC 55）                                                                                      |
| 12 | ティム・シルビア               | 2006年4月15日 - 2007年3月3日    | 2        | アンドレイ・アルロフスキーとの王座戦により獲得 ○ アンドレイ・アルロフスキー（UFC 61） ○ ジェフ・モンソン（UFC 65）                                             |
| 13 | ランディ・クートゥア           | 2007年3月3日 - 2008年11月15日   | 1        | ティム・シルビアとの王座戦により獲得 ○ ガブリエル・ゴンザーガ（UFC 74）                                                                                        |
| 暫 | アントニオ・ホドリゴ・ノゲイラ | 2008年2月2日 - 2008年12月27日   | 0        | クートゥアの契約問題による戦線離脱のため制定 ティム・シルビアとの暫定王座決定戦により獲得                                                                      |
| 14 | ブロック・レスナー             | 2008年11月15日 - 2010年10月23日 | 2        | ランディ・クートゥアとの王座戦により獲得 ○ 暫定王者フランク・ミア（UFC 100） ○ 暫定王者シェイン・カーウィン（UFC 116）                                         |
| 暫 | フランク・ミア                 | 2008年12月27日 - 2009年7月11日  | 0        | アントニオ・ホドリゴ・ノゲイラとの暫定王座戦により獲得 |
| 暫 | シェイン・カーウィン           | 2010年3月27日 - 2010年7月3日    | 0        | レスナーの長期戦線離脱のため制定 フランク・ミアとの暫定王座決定戦により獲得                                                                                    |
| 15 | ケイン・ヴェラスケス           | 2010年10月23日 - 2011年11月12日 | 0        | ブロック・レスナーとの王座戦により獲得 |
| 16 | ジュニオール・ドス・サントス   | 2011年11月12日 - 2012年12月29日 | 1        | ケイン・ヴェラスケスとの王座戦により獲得 ○ フランク・ミア（UFC 146）                                                                                           |
| 17 | ケイン・ヴェラスケス           | 2012年12月29日 - 2015年6月13日  | 2        | ジュニオール・ドス・サントスとの王座戦により獲得 ○ アントニオ・シウバ（UFC 160） ○ ジュニオール・ドス・サントス（UFC 166）                                     |
| 暫 | ファブリシオ・ヴェウドゥム     | 2014年11月15日 - 2015年6月13日  | 0        | ヴェラスケスの長期戦線離脱のため制定 マーク・ハントとの暫定王座決定戦により獲得                                                                                |
| 18 | ファブリシオ・ヴェウドゥム     | 2015年6月13日 - 2016年5月14日   | 0        | 正規王者ケイン・ヴェラスケスとの王座統一戦により獲得 |
| 19 | スティーペ・ミオシッチ         | 2016年5月14日 - 2018年7月7日    | 3        | ファブリシオ・ヴェウドゥムとの王座戦により獲得 ○ アリスター・オーフレイム（UFC 203） ○ ジュニオール・ドス・サントス（UFC 211） ○ フランシス・ガヌー（UFC 220） |
| 20 | ダニエル・コーミエ             | 2018年7月7日 - 2019年8月17日    | 1        | スティーペ・ミオシッチとの王座戦により獲得 ○ デリック・ルイス（UFC 230）                                                                                       |
| 21 | スティーペ・ミオシッチ         | 2019年8月17日 - 2021年3月27日   | 1        | ダニエル・コーミエとの王座戦により獲得 ○ ダニエル・コーミエ（UFC 252）                                                                                         |
| 22 | フランシス・ガヌー             | 2021年3月27日 - 2023年1月14日   | 1        | スティーペ・ミオシッチとの王座戦により獲得 ○ 暫定王者シリル・ガーヌ（UFC 270）                                                                                 |
| 暫 | シリル・ガーヌ                 | 2021年8月7日 - 2022年1月22日    | 0        | ガヌーの戦線離脱のため制定 デリック・ルイスとの暫定王座決定戦により獲得                                                                                        |
| -  | 空位                           | 2023年1月14日 - 2023年3月4日    | -        | ガヌーのUFC離脱による王座剥奪により空位 |
| 23 | ジョン・ジョーンズ             | 2023年3月4日 - 2025年6月21日    | 1        | シリル・ガーヌとの王座決定戦により獲得 ○ スティーペ・ミオシッチ（UFC 309）                                                                                     |
| 暫 | トム・アスピナル               | 2023年11月11日 - 2025年6月21日  | 1        | ジョーンズの戦線離脱のため制定 セルゲイ・パブロビッチとの暫定王座決定戦により獲得 ○ カーティス・ブレイズ（UFC 304）                                            |
| 24 | トム・アスピナル               | 2025年6月21日 - 現在            | 0        | ジョーンズの引退による王座返上により認定 |

### ライトヘビー級（-93.0kg）
UFC 31にて旧ミドル級（-90.7kg）から現在の階級区分へ変更。
| 代 | 選手名                                                                                      | 在位期間                                                                                    | 防衛回数                                                                                    | 備考 |
| -- | ------------------------------------------------------------------------------------------- | ------------------------------------------------------------------------------------------- | ------------------------------------------------------------------------------------------- | --- |
| 初 | フランク・シャムロック                                                                      | 1997年12月21日 - 1999年11月24日                                                             | 4                                                                                           | ケビン・ジャクソンとの王座決定戦で獲得 ○ イゴール・ジノビエフ（UFC 16） ○ ジェレミー・ホーン（UFC 17） ○ ジョン・ローバー（UFC Brazil） ○ ティト・オーティズ（UFC 22） |
| -  | 空位                                                                                        | 1999年11月24日 - 2000年4月14日                                                              | -                                                                                           | シャムロックのUFC撤退による王座返上により空位 |
| 2  | ティト・オーティズ                                                                          | 2000年4月14日 - 2003年9月26日                                                               | 5                                                                                           | ヴァンダレイ・シウバとの王座決定戦で獲得 ○ 近藤有己（UFC 29） ○ エヴァン・タナー（UFC 30） ○ エルヴィス・シノシック（UFC 32） ○ ウラジミール・マティシェンコ（UFC 33） ○ ケン・シャムロック（UFC 40） |
| 暫 | ランディ・クートゥア                                                                        | 2003年6月6日 - 2003年9月26日                                                                | 0                                                                                           | オーティズの長期戦線離脱のため制定 チャック・リデルとの暫定王座決定戦により獲得 |
| 3  | ランディ・クートゥア                                                                        | 2003年9月26日 - 2004年1月31日                                                               | 0                                                                                           | 正規王者ティト・オーティズとの王座統一戦により獲得 |
| 4  | ビクトー・ベウフォート                                                                      | 2004年1月31日 - 2004年8月21日                                                               | 0                                                                                           | ランディ・クートゥアとの王座戦により獲得 |
| 5  | ランディ・クートゥア                                                                        | 2004年8月21日 - 2005年4月16日                                                               | 0                                                                                           | ビクトー・ベウフォートとの王座戦により獲得 |
| 6  | チャック・リデル                                                                            | 2005年4月16日 - 2007年5月26日                                                               | 4                                                                                           | ランディ・クートゥアとの王座戦により獲得 ○ ジェレミー・ホーン（UFC 54） ○ ランディ・クートゥア（UFC 57） ○ レナート・ババル（UFC 62） ○ ティト・オーティズ（UFC 66） |
| 7  | クイントン・"ランペイジ"・ジャクソン                                                        | 2007年5月26日 - 2008年7月5日                                                                | 1                                                                                           | チャック・リデルとの王座戦により獲得 ○ ダン・ヘンダーソン（UFC 75） |
| 8  | フォレスト・グリフィン                                                                      | 2008年7月5日 - 2008年12月27日                                                               | 0                                                                                           | クイントン・"ランペイジ"・ジャクソンとの王座戦により獲得 |
| 9  | ラシャド・エヴァンス                                                                        | 2008年12月27日 - 2009年5月23日                                                              | 0                                                                                           | フォレスト・グリフィンとの王座戦により獲得 |
| 10 | リョート・マチダ                                                                            | 2009年5月23日 - 2010年5月8日                                                                | 1                                                                                           | ラシャド・エヴァンスとの王座戦により獲得 ○ マウリシオ・ショーグン（UFC 104） |
| 11 | マウリシオ・ショーグン                                                                      | 2010年5月8日 - 2011年3月19日                                                                | 0                                                                                           | リョート・マチダとの王座戦により獲得 |
| 12 | ジョン・ジョーンズ                                                                          | 2011年3月19日 - 2015年4月28日                                                               | 8                                                                                           | マウリシオ・ショーグンとの王座戦により獲得 ○ クイントン・"ランペイジ"・ジャクソン（UFC 135） ○ リョート・マチダ（UFC 140） ○ ラシャド・エヴァンス（UFC 145） ○ ビクトー・ベウフォート（UFC 152） ○ チェール・ソネン（UFC 159） ○ アレクサンダー・グスタフソン（UFC 165） ○ グローバー・テイシェイラ（UFC 172） ○ ダニエル・コーミエ（UFC 182） |
| -  | 空位                                                                                        | 2015年4月28日 - 2015年5月23日                                                               | -                                                                                           | ジョーンズの不祥事による王座剥奪により空位 |
| 13 | ダニエル・コーミエ                                                                          | 2015年5月23日 - 2018年12月28日                                                              | 3                                                                                           | アンソニー・ジョンソンとの王座決定戦で獲得 ○ アレクサンダー・グスタフソン（UFC 192） ○ アンソニー・ジョンソン（UFC 210） － ジョン・ジョーンズ（UFC 214） ○ ヴォルカン・オーズデミア（UFC 220） |
| 暫 | ジョン・ジョーンズ                                                                          | 2016年4月23日 - 2016年11月9日                                                               | 0                                                                                           | コーミエの長期戦線離脱のため制定 オヴィンス・サンプルーとの暫定王座決定戦により獲得 ジョーンズの薬物検査失格により暫定王座剥奪 |
| -  | 空位                                                                                        | 2018年12月28日 - 2018年12月29日                                                             | -                                                                                           | コーミエのヘビー級王座獲得によるライトヘビー級王座返上により空位 |
| 14 | ジョン・ジョーンズ                                                                          | 2018年12月29日 - 2020年8月17日                                                              | 3                                                                                           | アレクサンダー・グスタフソンとの王座決定戦により獲得 ○ アンソニー・スミス（UFC 235） ○ チアゴ・サントス（UFC 239） ○ ドミニク・レイエス（UFC 247） |
| -  | 空位                                                                                        | 2020年8月17日 - 2020年9月27日                                                               | -                                                                                           | ジョーンズの王座返上により空位 |
| 15 | ヤン・ブラホヴィッチ                                                                        | 2020年9月27日 - 2021年10月30日                                                              | 1                                                                                           | ドミニク・レイエスとの王座決定戦により獲得 ○ イスラエル・アデサンヤ（UFC 259） |
| 16 | グローバー・テイシェイラ                                                                    | 2021年10月30日 - 2022年6月12日                                                              | 0                                                                                           | ヤン・ブラホヴィッチとの王座戦により獲得 |
| 17 | イリー・プロハースカ                                                                        | 2022年6月12日 - 2022年11月23日                                                              | 0                                                                                           | グローバー・テイシェイラとの王座戦により獲得 |
| -  | 空位                                                                                        | 2022年11月23日 - 2023年1月21日                                                              | -                                                                                           | プロハースカの怪我による長期戦線離脱により空位 |
| -  | ヤン・ブラホヴィッチとマゴメド・アンカラエフが王座決定戦を行うも引き分けに終わる（UFC 282） | ヤン・ブラホヴィッチとマゴメド・アンカラエフが王座決定戦を行うも引き分けに終わる（UFC 282） | ヤン・ブラホヴィッチとマゴメド・アンカラエフが王座決定戦を行うも引き分けに終わる（UFC 282） | ヤン・ブラホヴィッチとマゴメド・アンカラエフが王座決定戦を行うも引き分けに終わる（UFC 282） |
| 18 | ジャマール・ヒル                                                                            | 2023年1月21日 - 2023年7月13日                                                               | 0                                                                                           | グローバー・テイシェイラとの王座決定戦により獲得 |
| -  | 空位                                                                                        | 2023年7月13日 - 2023年11月11日                                                              | -                                                                                           | ヒルの怪我による長期戦線離脱により空位 |
| 19 | アレックス・ペレイラ                                                                        | 2023年11月11日 - 2025年3月8日                                                               | 3                                                                                           | イリー・プロハースカとの王座決定戦により獲得 ○ ジャマール・ヒル（UFC 300） ○ イリー・プロハースカ（UFC 303） ○ カリル・ラウントリー・ジュニア（UFC 307） |
| 20 | マゴメド・アンカラエフ                                                                      | 2025年3月8日 - 現在                                                                         | 0                                                                                           | アレックス・ペレイラとの王座戦により獲得 |

### ミドル級（-83.9kg）
UFC 31にて新設。
| 代 | 選手名                     | 在位期間                       | 防衛回数 | 備考 |
| -- | -------------------------- | ------------------------------ | -------- | --- |
| 初 | デイブ・メネー             | 2001年9月28日 - 2002年1月11日  | 0        | ギル・カスティーリョとの王座決定戦により獲得 |
| 2  | ムリーロ・ブスタマンチ     | 2002年1月11日 - 2002年10月5日  | 1        | デイブ・メネーとの王座戦により獲得 ○ マット・リンドランド（UFC 37） |
| -  | 空位                       | 2002年10月5日 - 2005年2月5日   | -        | ムリーロ・ブスタマンチのPRIDE移籍による王座剥奪により空位 |
| 3  | エヴァン・タナー           | 2005年2月5日 - 2005年6月4日    | 0        | デビッド・テレルとの王座決定戦により獲得 |
| 4  | リッチ・フランクリン       | 2005年6月4日 - 2006年10月14日  | 2        | エヴァン・タナーとの王座戦により獲得 ○ ネイサン・クォーリー（UFC 56） ○ デビッド・ロワゾー（UFC 58） |
| 5  | アンデウソン・シウバ       | 2006年10月14日 - 2013年7月6日  | 10       | リッチ・フランクリンとの王座戦により獲得 ○ ネイサン・マーコート（UFC 73） ○ リッチ・フランクリン（UFC 77） ○ ダン・ヘンダーソン（UFC 82） ○ パトリック・コーテ（UFC 90） ○ ターレス・レイチ（UFC 97） ○ デミアン・マイア（UFC 112） ○ チェール・ソネン（UFC 117） ○ ビクトー・ベウフォート（UFC 126） ○ 岡見勇信（UFC 134） ○ チェール・ソネン（UFC 148） |
| 6  | クリス・ワイドマン         | 2013年7月6日 - 2015年12月12日  | 3        | アンデウソン・シウバとの王座戦により獲得 ○ アンデウソン・シウバ（UFC 168） ○ リョート・マチダ（UFC 175） ○ ビクトー・ベウフォート（UFC 187） |
| 7  | ルーク・ロックホールド     | 2015年12月12日 - 2016年6月4日  | 0        | クリス・ワイドマンとの王座戦により獲得 |
| 8  | マイケル・ビスピン         | 2016年6月4日 - 2017年11月4日   | 1        | ルーク・ロックホールドとの王座戦により獲得 ○ ダン・ヘンダーソン（UFC 204） |
| 暫 | ロバート・ウィテカー       | 2017年7月8日 - 2017年12月7日   | 0        | ビスピンの長期戦線離脱のため制定 ヨエル・ロメロとの暫定王座決定戦により獲得 |
| 9  | ジョルジュ・サンピエール   | 2017年11月4日 - 2017年12月7日  | 0        | マイケル・ビスピンとの王座戦により獲得 |
| 10 | ロバート・ウィテカー       | 2017年12月7日 - 2019年10月6日  | 0        | サンピエールの病気療養による王座返上により認定 |
| 暫 | イスラエル・アデサンヤ     | 2019年4月13日- 2019年10月6日   | 0        | ウィテカーの長期戦線離脱のため制定 ケルヴィン・ガステラムとの暫定王座決定戦により獲得 |
| 11 | イスラエル・アデサンヤ     | 2019年10月6日 - 2022年11月12日 | 5        | 正規王者ロバート・ウィテカーとの王座統一戦により獲得 ○ ヨエル・ロメロ（UFC 248） ○ パウロ・コスタ（UFC 253） ○ マーヴィン・ヴェットーリ（UFC 263） ○ ロバート・ウィテカー（UFC 271） ○ ジャレッド・キャノニア（UFC 276） |
| 12 | アレックス・ペレイラ       | 2022年11月12日 - 2023年4月8日  | 0        | イスラエル・アデサンヤとの王座戦により獲得 |
| 13 | イスラエル・アデサンヤ     | 2023年4月8日 - 2023年9月9日    | 0        | アレックス・ペレイラとの王座戦により獲得 |
| 14 | ショーン・ストリックランド | 2023年9月9日 - 2024年1月20日   | 0        | イスラエル・アデサンヤとの王座戦により獲得 |
| 15 | ドリカス・デュ・プレシ     | 2024年1月20日 - 2025年8月16日  | 2        | ショーン・ストリックランドとの王座戦により獲得 ○ イスラエル・アデサンヤ（UFC 305） ○ ショーン・ストリックランド（UFC 312） |
| 16 | カムザット・チマエフ       | 2025年8月16日 - 現在           | 0        | ドリカス・デュ・プレシとの王座戦により獲得 |

### ウェルター級（-77.1kg）
UFC 31にて旧ライト級から現在の階級区分へ変更。
| 代 | 選手名                   | 在位期間                        | 防衛回数 | 備考 |
| -- | ------------------------ | ------------------------------- | -------- | --- |
| 初 | パット・ミレティッチ     | 1998年10月16日 - 2001年5月4日   | 4        | マイキー・バーネットとの王座決定戦により獲得 ○ ジョルジ・パチーユ・マカコ（UFC 18） ○ アンドレ・ペデネイラス（UFC 21） ○ ジョン・アレッシオ（UFC 26） ○ 山本喧一（UFC 29） |
| 2  | カーロス・ニュートン     | 2001年5月4日 - 2001年11月2日    | 0        | パット・ミレティッチとの王座戦により獲得 |
| 3  | マット・ヒューズ         | 2001年11月2日 - 2004年1月31日   | 5        | カーロス・ニュートンとの王座戦により獲得 ○ 桜井"マッハ"速人（UFC 36） ○ カーロス・ニュートン（UFC 38） ○ ギル・カスティーリョ（UFC 40） ○ ショーン・シャーク（UFC 42） ○ フランク・トリッグ（UFC 45） |
| 4  | BJ・ペン                 | 2004年1月31日 - 2004年5月17日   | 0        | マット・ヒューズとの王座戦により獲得 |
| -  | 空位                     | 2004年5月17日 - 2004年10月22日  | -        | ペンのK-1移籍による王座剥奪により空位 |
| 5  | マット・ヒューズ         | 2004年10月22日 - 2006年11月18日 | 2        | ジョルジュ・サンピエールとの王座決定戦により獲得 ○ フランク・トリッグ（UFC 52） ○ BJ・ペン（UFC 63） |
| 6  | ジョルジュ・サンピエール | 2006年11月18日 - 2007年4月7日   | 0        | マット・ヒューズとの王座戦により獲得 |
| 7  | マット・セラ             | 2007年4月7日 - 2008年4月19日    | 0        | ジョルジュ・サンピエールとの王座戦により獲得 |
| 暫 | ジョルジュ・サンピエール | 2007年12月29日 - 2008年4月19日  | 0        | セラの長期戦線離脱のため制定 マット・ヒューズとの暫定王座決定戦により獲得 |
| 8  | ジョルジュ・サンピエール | 2008年4月19日 - 2013年12月13日  | 9        | 正規王者マット・セラとの王座統一戦により獲得 ○ ジョン・フィッチ（UFC 87） ○ BJ・ペン（UFC 94） ○ チアゴ・アウベス（UFC 100） ○ ダン・ハーディー（UFC 111） ○ ジョシュ・コスチェック（UFC 124） ○ ジェイク・シールズ（UFC 129） ○ 暫定王者カーロス・コンディット（UFC 154） ○ ニック・ディアス（UFC 158） ○ ジョニー・ヘンドリックス（UFC 167） |
| 暫 | カーロス・コンディット   | 2012年2月4日 - 2012年11月17日   | 0        | サンピエールの長期戦線離脱のため制定 ニック・ディアスとの暫定王座決定戦により獲得 |
| -  | 空位                     | 2013年12月13日 - 2014年3月15日  | -        | サンピエールの長期休養による王座返上により空位 |
| 9  | ジョニー・ヘンドリックス | 2014年3月15日 - 2014年12月6日   | 0        | ロビー・ローラーとの王座決定戦により獲得 |
| 10 | ロビー・ローラー         | 2014年12月6日 - 2016年7月30日   | 2        | ジョニー・ヘンドリックスとの王座戦により獲得 ○ ローリー・マクドナルド（UFC 189） ○ カーロス・コンディット（UFC 195） |
| 11 | タイロン・ウッドリー     | 2016年7月30日 - 2019年3月2日    | 4        | ロビー・ローラーとの王座戦により獲得 △ スティーブン・トンプソン（UFC 205） ○ スティーブン・トンプソン（UFC 209） ○ デミアン・マイア（UFC 214） ○ ダレン・ティル（UFC 228） |
| 暫 | コルビー・コヴィントン   | 2018年6月9日 - 2018年9月8日     | 0        | ウッドリーの長期戦線離脱のため制定 ハファエル・ドス・アンジョスとの暫定王座決定戦により獲得 コヴィントンの戦線離脱により暫定王座剥奪 |
| 12 | カマル・ウスマン         | 2019年3月2日 - 2022年8月20日    | 5        | タイロン・ウッドリーとの王座戦により獲得 ○ コルビー・コヴィントン（UFC 245） ○ ホルヘ・マスヴィダル（UFC 251） ○ ギルバート・バーンズ（UFC 258） ○ ホルヘ・マスヴィダル（UFC 261） ○ コルビー・コヴィントン（UFC 268） |
| 13 | レオン・エドワーズ       | 2022年8月20日 - 2024年7月27日   | 2        | カマル・ウスマンとの王座戦により獲得 ○ カマル・ウスマン（UFC 286） ○ コルビー・コヴィントン（UFC 296） |
| 14 | ベラル・ムハマッド       | 2024年7月27日 - 2025年5月10日   | 0        | レオン・エドワーズとの王座戦により獲得 |
| 15 | ジャック・デラ・マダレナ | 2025年5月10日 - 現在            | 0        | ベラル・ムハマッドとの王座戦により獲得 |

### ライト級（-70.3kg）
UFC 31にて旧バンタム級から現在の階級区分へ変更。
| 代 | 選手名                                                         | 在位期間                                                       | 防衛回数                                                       | 備考 |
| -- | -------------------------------------------------------------- | -------------------------------------------------------------- | -------------------------------------------------------------- | --- |
| 初 | ジェンス・パルヴァー                                           | 2001年2月23日 - 2002年3月23日                                  | 2                                                              | 宇野薫との王座決定戦により獲得 ○ デニス・ホールマン（UFC 33） ○ BJ・ペン（UFC 35） |
| -  | 空位                                                           | 2002年3月23日 - 2006年10月14日                                 | -                                                              | パルヴァーのUFC撤退による王座剥奪により空位 |
| -  | BJ・ペンと宇野薫が王座決定戦を行うも引き分けに終わる（UFC 41） | BJ・ペンと宇野薫が王座決定戦を行うも引き分けに終わる（UFC 41） | BJ・ペンと宇野薫が王座決定戦を行うも引き分けに終わる（UFC 41） | BJ・ペンと宇野薫が王座決定戦を行うも引き分けに終わる（UFC 41） |
| 2  | ショーン・シャーク                                             | 2006年10月14日 - 2007年12月8日                                 | 1                                                              | ケニー・フロリアンとの王座決定戦により獲得 ○ エルメス・フランカ（UFC 73） |
| -  | 空位                                                           | 2007年12月8日 - 2008年1月19日                                  | -                                                              | シャークの薬物検査失格による王座剥奪により空位 |
| 3  | BJ・ペン                                                       | 2008年1月19日 - 2010年4月10日                                  | 3                                                              | ジョー・スティーブンソンとの王座決定戦により獲得 ○ ショーン・シャーク（UFC 84） ○ ケニー・フロリアン（UFC 101） ○ ディエゴ・サンチェス（UFC 107）                                                                |
| 4  | フランク・エドガー                                             | 2010年4月10日 - 2012年2月26日                                  | 3                                                              | BJ・ペンとの王座戦により獲得 ○ BJ・ペン（UFC 118） △ グレイ・メイナード（UFC 125） ○ グレイ・メイナード（UFC 136）                                                                                               |
| 5  | ベン・ヘンダーソン                                             | 2012年2月26日 - 2013年8月31日                                  | 3                                                              | フランク・エドガーとの王座戦により獲得 ○ フランク・エドガー（UFC 150） ○ ネイト・ディアス（UFC on FOX 5） ○ ギルバート・メレンデス（UFC on FOX 7）                                                               |
| 6  | アンソニー・ペティス                                           | 2013年8月31日 - 2015年3月14日                                  | 1                                                              | ベン・ヘンダーソンとの王座戦により獲得 ○ ギルバート・メレンデス（UFC 181） |
| 7  | ハファエル・ドス・アンジョス                                   | 2015年3月14日 - 2016年7月7日                                   | 1                                                              | アンソニー・ペティスとの王座戦により獲得 ○ ドナルド・セラーニ（UFC on FOX 17） |
| 8  | エディ・アルバレス                                             | 2016年7月7日 - 2016年11月12日                                  | 0                                                              | ハファエル・ドス・アンジョスとの王座戦により獲得 |
| 9  | コナー・マクレガー                                             | 2016年11月12日 - 2018年4月7日                                  | 0                                                              | エディ・アルバレスとの王座戦により獲得 マクレガーの長期戦線離脱により王座剥奪 |
| 暫 | トニー・ファーガソン                                           | 2017年10月7日 - 2018年4月7日                                   | 0                                                              | マクレガーの長期戦線離脱のため制定 ケビン・リーとの暫定王座決定戦により獲得 ファーガソンの戦線離脱により暫定王座剥奪                                                                                             |
| 10 | ハビブ・ヌルマゴメドフ                                         | 2018年4月7日 - 2021年3月19日                                   | 3                                                              | アル・アイアキンタとの王座決定戦により獲得 ○ コナー・マクレガー（UFC 229） ○ 暫定王者ダスティン・ポイエー（UFC 242） ○ 暫定王者ジャスティン・ゲイジー（UFC 254）                                                 |
| 暫 | ダスティン・ポイエー                                           | 2019年4月13日 - 2019年9月7日                                   | 0                                                              | ヌルマゴメドフの戦線離脱のため制定 マックス・ホロウェイとの暫定王座決定戦により獲得 |
| 暫 | ジャスティン・ゲイジー                                         | 2020年5月9日 - 2020年10月24日                                  | 0                                                              | ヌルマゴメドフの戦線離脱のため制定 トニー・ファーガソンとの暫定王座決定戦により獲得 |
| -  | 空位                                                           | 2021年3月19日 - 2021年5月15日                                  | -                                                              | ヌルマゴメドフの引退による王座返上により空位 |
| 11 | チャールズ・オリベイラ                                         | 2021年5月15日 - 2022年5月7日                                   | 1                                                              | マイケル・チャンドラーとの王座決定戦により獲得 ○ ダスティン・ポイエー（UFC 269） |
| -  | 空位                                                           | 2022年5月7日 - 2022年10月22日                                  | -                                                              | オリベイラの体重超過による王座剥奪により空位 |
| 12 | イスラム・マカチェフ                                           | 2022年10月22日 - 2025年6月28日                                 | 4                                                              | チャールズ・オリベイラとの王座決定戦により獲得 ○ アレクサンダー・ヴォルカノフスキー（UFC 284） ○ アレクサンダー・ヴォルカノフスキー（UFC 294） ○ ダスティン・ポイエー（UFC 302） ○ ヘナート・モイカノ（UFC 311） |
| -  | 空位                                                           | 2025年6月28日                                                  | -                                                              | マカチェフのウェルター級転向による王座返上により空位 |
| 13 | イリア・トプリア                                               | 2025年6月28日 - 現在                                           | 0                                                              | チャールズ・オリベイラとの王座決定戦により獲得 |

### フェザー級（-65.8kg）
| 代 | 選手名                             | 在位期間                        | 防衛回数 | 備考 |
| -- | ---------------------------------- | ------------------------------- | -------- | --- |
| 初 | ジョゼ・アルド                     | 2010年11月20日 - 2015年12月12日 | 7        | WEC統合により認定 ○ マーク・ホーミニック（UFC 129） ○ ケニー・フロリアン（UFC 136） ○ チャド・メンデス（UFC 142） ○ フランク・エドガー（UFC 156） ○ ジョン・チャンソン（UFC 163） ○ リカルド・ラマス（UFC 169） ○ チャド・メンデス（UFC 179） |
| 暫 | コナー・マクレガー                 | 2015年7月11日 - 2015年12月12日  | 0        | アルドの長期戦線離脱のため制定 チャド・メンデスとの暫定王座決定戦により獲得 |
| 2  | コナー・マクレガー                 | 2015年12月12日 - 2016年11月26日 | 0        | 正規王者ジョゼ・アルドとの王座統一戦により獲得 |
| 暫 | ジョゼ・アルド                     | 2016年7月9日 - 2016年11月26日   | 0        | マクレガーの長期戦線離脱のため制定 フランク・エドガーとの暫定王座決定戦により獲得 |
| 3  | ジョゼ・アルド                     | 2016年11月26日 - 2017年6月3日   | 0        | マクレガーのライト級王座獲得によるフェザー級王座剥奪により認定 |
| 暫 | マックス・ホロウェイ               | 2016年12月10日 - 2017年6月3日   | 0        | アルドの長期戦線離脱のため制定 アンソニー・ペティスとの暫定王座決定戦により獲得 |
| 4  | マックス・ホロウェイ               | 2017年6月3日 - 2019年12月14日   | 3        | 正規王者ジョゼ・アルドとの王座統一戦により獲得 ○ ジョゼ・アルド（UFC 218） ○ ブライアン・オルテガ（UFC 231） ○ フランク・エドガー（UFC 240）                                                                                                  |
| 5  | アレクサンダー・ヴォルカノフスキー | 2019年12月14日 - 2024年2月17日  | 5        | マックス・ホロウェイとの王座戦により獲得 ○ マックス・ホロウェイ（UFC 251） ○ ブライアン・オルテガ（UFC 266） ○ ジョン・チャンソン（UFC 273） ○ マックス・ホロウェイ（UFC 276） ○ 暫定王者ヤイール・ロドリゲス（UFC 290）                      |
| 暫 | ヤイール・ロドリゲス               | 2023年2月11日 - 2023年7月8日    | 0        | ヴォルカノフスキーのライト級王座挑戦のため制定 ジョシュ・エメットとの暫定王座決定戦により獲得 |
| 6  | イリア・トプリア                   | 2024年2月17日 - 2025年2月19日   | 1        | アレクサンダー・ヴォルカノフスキーとの王座戦により獲得 ○ マックス・ホロウェイ（UFC 308） |
| -  | 空位                               | 2025年2月19日 - 2025年4月12日   | -        | トプリアのライト級転向による王座返上により空位 |
| 7  | アレクサンダー・ヴォルカノフスキー | 2025年4月12日 - 現在            | 0        | ディエゴ・ロペスとの王座決定戦により獲得 |

### バンタム級（-61.2kg）
| 代 | 選手名                       | 在位期間                       | 防衛回数 | 備考 |
| -- | ---------------------------- | ------------------------------ | -------- | --- |
| 初 | ドミニク・クルーズ           | 2010年12月16日 - 2014年1月6日  | 2        | WEC統合により認定 ○ ユライア・フェイバー（UFC 132） ○ デメトリアス・ジョンソン（UFC on Versus 6）                                                                |
| 暫 | ヘナン・バラオン             | 2012年7月21日 - 2014年1月6日   | 2        | クルーズの長期戦線離脱により制定 ユライア・フェイバーとの暫定王座決定戦により獲得 ○ マイケル・マクドナルド（UFC on Fuel TV 7） ○ エディ・ワインランド（UFC 165） |
| 2  | ヘナン・バラオン             | 2014年1月6日 - 2014年5月24日   | 1        | クルーズの長期戦線離脱による王座返上により認定 ○ ユライア・フェイバー（UFC 169）                                                                                 |
| 3  | TJ・ディラショー             | 2014年5月24日 - 2016年1月17日  | 2        | ヘナン・バラオンとの王座戦により獲得 ○ ジョー・ソト（UFC 177） ○ ヘナン・バラオン（UFC on FOX 16）                                                               |
| 4  | ドミニク・クルーズ           | 2016年1月17日 - 2016年12月30日 | 1        | TJ・ディラショーとの王座戦により獲得 ○ ユライア・フェイバー（UFC 199）                                                                                           |
| 5  | コーディ・ガーブラント       | 2016年12月30日 - 2017年11月4日 | 0        | ドミニク・クルーズとの王座戦により獲得 |
| 6  | TJ・ディラショー             | 2017年11月4日 - 2019年3月20日  | 1        | コーディ・ガーブラントとの王座戦により獲得 ○ コーディ・ガーブラント（UFC 227）                                                                                   |
| -  | 空位                         | 2019年3月20日 - 2019年6月8日   | -        | ディラショーの薬物検査失格による王座返上により空位 |
| 7  | ヘンリー・セフード           | 2019年6月8日 - 2020年5月24日   | 1        | マルロン・モラエスとの王座決定戦により獲得 ○ ドミニク・クルーズ（UFC 249）                                                                                       |
| -  | 空位                         | 2020年5月24日 - 2020年7月12日  | -        | セフードの引退による王座返上により空位 |
| 8  | ピョートル・ヤン             | 2020年7月12日 - 2021年3月6日   | 0        | ジョゼ・アルドとの王座決定戦により獲得 |
| 9  | アルジャメイン・スターリング | 2021年3月6日 - 2023年8月19日   | 3        | ピョートル・ヤンとの王座戦により獲得 ○ 暫定王者ピョートル・ヤン（UFC 273） ○ TJ・ディラショー （UFC 280） ○ ヘンリー・セフード（UFC 288）                        |
| 暫 | ピョートル・ヤン             | 2021年10月30日 - 2022年4月9日  | 0        | スターリングの戦線離脱のため制定 コーリー・サンドヘイゲンとの暫定王座決定戦により獲得                                                                            |
| 10 | ショーン・オマリー           | 2023年8月19日 - 2024年9月14日  | 1        | アルジャメイン・スターリングとの王座戦により獲得 ○ マルロン・ヴェラ（UFC 299）                                                                                   |
| 11 | メラブ・ドバリシビリ         | 2024年9月14日 - 現在           | 2        | ショーン・オマリーとの王座戦により獲得 ○ ウマル・ヌルマゴメドフ（UFC 311） ○ ショーン・オマリー （UFC 316）                                                      |

### フライ級（-56.7kg）
| 代 | 選手名                         | 在位期間                      | 防衛回数 | 備考 |
| -- | ------------------------------ | ----------------------------- | -------- | --- |
| 初 | デメトリアス・ジョンソン       | 2012年9月22日 - 2018年8月4日  | 11       | ジョセフ・ベナビデスとの王座決定戦により獲得 ○ ジョン・ドッドソン（UFC on FOX 6） ○ ジョン・モラガ（UFC on FOX 8） ○ ジョセフ・ベナビデス（UFC on FOX 9） ○ アリ・バガウティノフ（UFC 174） ○ クリス・カリアソ（UFC 178） ○ 堀口恭司（UFC 186） ○ ジョン・ドッドソン（UFC 191） ○ ヘンリー・セフード（UFC 197） ○ ティム・エリオット（The Ultimate Fighter 24 Finale） ○ ウィルソン・ヘイス（UFC on FOX 24） ○ レイ・ボーグ（UFC 216） |
| 2  | ヘンリー・セフード             | 2018年8月4日 - 2020年2月29日  | 1        | デメトリアス・ジョンソンとの王座戦により獲得 ○ TJ・ディラショー（UFC Fight Night: Cejudo vs. Dillashaw） |
| -  | 空位                           | 2020年2月29日 - 2020年7月19日 | -        | セフードのバンタム級王座獲得によるフライ級王座返上により空位 |
| 3  | デイブソン・フィゲイレード     | 2020年7月19日 - 2021年6月12日 | 2        | ジョセフ・ベナビデスとの王座決定戦により獲得 ○ アレックス・ペレス（UFC 255） △ ブランドン・モレノ（UFC 256） |
| 4  | ブランドン・モレノ             | 2021年6月12日 - 2022年1月22日 | 0        | デイブソン・フィゲイレードとの王座戦により獲得 |
| 5  | デイブソン・フィゲイレード     | 2022年1月22日 - 2023年1月21日 | 0        | ブランドン・モレノとの王座戦により獲得 |
| 暫 | ブランドン・モレノ             | 2022年7月30日 - 2023年1月21日 | 0        | フィゲイレードの戦線離脱のため制定 カイ・カラ＝フランスとの暫定王座決定戦により獲得 |
| 6  | ブランドン・モレノ             | 2023年1月21日 - 2023年7月8日  | 0        | 正規王者デイブソン・フィゲイレードとの王座統一戦により獲得 |
| 7  | アレッシャンドリ・パントージャ | 2023年7月8日 - 現在           | 4        | ブランドン・モレノとの王座戦により獲得 ○ ブランドン・ロイバル（UFC 296） ○ スティーブ・エルセグ（UFC 301） ○ 朝倉海（UFC 310） ○ カイ・カラ＝フランス（UFC 317） |

## 女子王座

### 女子フェザー級（-65.8kg）
| 代 | 選手名                       | 在位期間                       | 防衛回数 | 備考 |
| -- | ---------------------------- | ------------------------------ | -------- | --- |
| 初 | ジャーメイン・デ・ランダミー | 2017年2月11日 - 2017年6月19日  | 0        | ホリー・ホルムとの王座決定戦により獲得                                                                               |
| -  | 空位                         | 2017年6月19日 - 2017年7月29日  | -        | デ・ランダミーの対戦拒否による王座剥奪により空位                                                                     |
| 2  | クリスチャン・サイボーグ     | 2017年7月29日 - 2018年12月29日 | 2        | トーニャ・エヴァンジャーとの王座決定戦により獲得 ○ ホリー・ホルム（UFC 219） ○ ヤナ・クニツカヤ（UFC 222）           |
| 3  | アマンダ・ヌネス             | 2018年12月29日 - 2023年6月20日 | 2        | クリスチャン・サイボーグとの王座戦により獲得 ○ フェリシア・スペンサー（UFC 250） ○ ミーガン・アンダーソン（UFC 259） |
| -  | 空位                         | 2023年6月20日 - 現在           | -        | ヌネスの引退による王座返上により空位                                                                                 |

### 女子バンタム級（-61.2kg）
| 代 | 選手名               | 在位期間                       | 防衛回数 | 備考 |
| -- | -------------------- | ------------------------------ | -------- | --- |
| 初 | ロンダ・ラウジー     | 2012年12月6日 - 2015年11月14日 | 6        | Strikeforce統合により認定 ○ リズ・カムーシュ（UFC 157） ○ ミーシャ・テイト（UFC 168） ○ サラ・マクマン（UFC 170） ○ アレクシス・デイビス（UFC 175） ○ キャット・ジンガーノ（UFC 184） ○ ベチ・コヘイア（UFC 190）      |
| 2  | ホリー・ホルム       | 2015年11月14日 - 2016年3月5日  | 0        | ロンダ・ラウジーとの王座戦により獲得 |
| 3  | ミーシャ・テイト     | 2016年3月5日 - 2016年7月9日    | 0        | ホリー・ホルムとの王座戦により獲得 |
| 4  | アマンダ・ヌネス     | 2016年7月9日 - 2021年12月11日  | 5        | ミーシャ・テイトとの王座戦により獲得 ○ ロンダ・ラウジー（UFC 207） ○ ヴァレンティーナ・シェフチェンコ（UFC 215） ○ ラケル・ペニントン（UFC 224） ○ ホリー・ホルム（UFC 239） ○ ジャーメイン・デ・ランダミー（UFC 245） |
| 5  | ジュリアナ・ペーニャ | 2021年12月11日 - 2022年7月30日 | 0        | アマンダ・ヌネスとの王座戦により獲得 |
| 6  | アマンダ・ヌネス     | 2022年7月30日 - 2023年6月20日  | 1        | ジュリアナ・ペーニャとの王座戦により獲得 ○ アイリーン・アルダナ（UFC 289） |
| -  | 空位                 | 2023年6月20日 - 2024年1月20日  | -        | ヌネスの引退による王座返上により空位 |
| 7  | ラケル・ペニントン   | 2024年1月20日 - 2024年10月5日  | 0        | マイラ・ブエノ・シウバとの王座決定戦により獲得 |
| 8  | ジュリアナ・ペーニャ | 2024年10月5日 - 2025年6月7日   | 0        | ラケル・ペニントンとの王座戦により獲得 |
| 9  | ケイラ・ハリソン     | 2025年6月7日 - 現在            | 0        | ジュリアナ・ペーニャとの王座戦により獲得 |

### 女子フライ級（-56.7kg）
| 代 | 選手名                           | 在位期間                     | 防衛回数 | 備考 |
| -- | -------------------------------- | ---------------------------- | -------- | --- |
| 初 | ニコ・モンターニョ               | 2017年12月1日 - 2018年9月7日 | 0        | ロクサン・モダフェリとの王座決定戦により獲得 |
| -  | 空位                             | 2018年9月7日 - 2018年12月8日 | -        | モンターニョの戦線離脱による王座剥奪により空位 |
| 2  | ヴァレンティーナ・シェフチェンコ | 2018年12月8日 - 2023年3月4日 | 7        | ヨアナ・イェンジェイチックとの王座決定戦により獲得 ○ ジェシカ・アイ（UFC 238） ○ リズ・カムーシュ（UFC on ESPN+ 14） ○ ケイトリン・チュケイギアン（UFC 247） ○ ジェニファー・マイア（UFC 255） ○ ジェシカ・アンドラージ（UFC 261） ○ ローレン・マーフィー（UFC 266） ○ タイラ・サントス（UFC 275） |
| 3  | アレクサ・グラッソ               | 2023年3月4日 - 2024年9月14日 | 1        | ヴァレンティーナ・シェフチェンコとの王座戦により獲得 △ ヴァレンティーナ・シェフチェンコ（UFC Fight Night: Grasso vs. Shevchenko 2） |
| 4  | ヴァレンティーナ・シェフチェンコ | 2024年9月14日 - 現在         | 1        | アレクサ・グラッソとの王座戦により獲得 ○ マノン・フィオロ |

### 女子ストロー級（-52.2kg）
| 代 | 選手名                     | 在位期間                       | 防衛回数 | 備考 |
| -- | -------------------------- | ------------------------------ | -------- | --- |
| 初 | カーラ・エスパルザ         | 2014年12月12日 - 2015年3月14日 | 0        | ローズ・ナマユナスとの王座決定戦により獲得 |
| 2  | ヨアナ・イェンジェイチック | 2015年3月14日 - 2017年11月4日  | 5        | カーラ・エスパルザとの王座戦により獲得 ○ ジェシカ・ペネ（UFC Fight Night 69） ○ ヴァレリー・レターノー（UFC 193） ○ クラウディア・ガデーリャ（The Ultimate Fighter 23 Finale） ○ カロリーナ・コバケビッチ（UFC 205） ○ ジェシカ・アンドラージ（UFC 211） |
| 3  | ローズ・ナマユナス         | 2017年11月4日 - 2019年5月11日  | 1        | ヨアナ・イェンジェイチックとの王座戦により獲得 ○ ヨアナ・イェンジェイチック（UFC 223） |
| 4  | ジェシカ・アンドラージ     | 2019年5月11日 - 2019年8月31日  | 0        | ローズ・ナマユナスとの王座戦により獲得 |
| 5  | ジャン・ウェイリー         | 2019年8月31日 - 2021年4月24日  | 1        | ジェシカ・アンドラージとの王座戦により獲得 ○ ヨアナ・イェンジェイチック（UFC 248） |
| 6  | ローズ・ナマユナス         | 2021年4月24日 - 2022年5月7日   | 1        | ジャン・ウェイリーとの王座戦により獲得 ○ ジャン・ウェイリー（UFC 268） |
| 7  | カーラ・エスパルザ         | 2022年5月7日 - 2022年11月12日  | 0        | ローズ・ナマユナスとの王座戦により獲得 |
| 8  | ジャン・ウェイリー         | 2022年11月12日 - 現在          | 3        | カーラ・エスパルザとの王座戦により獲得 ○ アマンダ・レモス（UFC 292） ○ ヤン・シャオナン（UFC 300） ○ タチアナ・スアレス（UFC 312） |

## 王座戦での体重超過
|  | 体重超過をした選手 |

| 開催年月日     | 勝者                       | 敗者                      | 大会                                      | 備考                                                                     |
| -------------- | -------------------------- | ------------------------- | ----------------------------------------- | ------------------------------------------------------------------------ |
| 2022年5月7日   | チャールズ・オリベイラ     | ジャスティン・ゲイジー    | UFC 274                                   | 王座決定戦、オリベイラは勝利するが体重超過のため王座獲得の権利を剥奪     |
| 2020年2月29日  | デイブソン・フィゲイレード | ジョセフ・ベナビデス      | UFC Fight Night: Benavidez vs. Figueiredo | 王座決定戦、フィゲイレードは勝利するが体重超過のため王座獲得の権利を剥奪 |
| 2018年6月9日   | 王者 ロバート・ウィテカー  | 挑戦者 ヨエル・ロメロ     | UFC 225                                   | ノンタイトル戦に変更して開催                                             |
| 2018年2月11日  | ヨエル・ロメロ             | ルーク・ロックホールド    | UFC 221                                   | 暫定王座決定戦、ロメロは勝利するが体重超過のため王座獲得の権利を剥奪     |
| 2016年12月10日 | マックス・ホロウェイ       | アンソニー・ペティス      | UFC 206                                   | 暫定王座決定戦                                                           |
| 2007年2月3日   | 王者 アンデウソン・シウバ  | 挑戦者 トラヴィス・ルター | UFC 67                                    | ノンタイトル戦に変更して開催                                             |
| 2005年11月19日 | 王者 マット・ヒューズ      | 挑戦者 ジョー・リッグス   | UFC 56                                    | ノンタイトル戦に変更して開催                                             |

## 階級区分の変遷
UFCでは黎明期当初は体重別の階級区分がなく無差別級で行われていたが、UFC 12から階級制を導入するようになり、ヘビー級（200lbs以上）とライト級（199lbs以下）の2階級が設置された（UFC 14でライト級の名称がミドル級に変更される）。UFC 16でライト級が改めて170lbs以下として設置され全3階級に、UFC 26からはバンタム級（155lbs以下）が設置され全4階級となった。
2000年にニュージャージー州アスレチック・コントロール・ボードによって統一ルールが制定されると、UFCでも統一ルールに準拠するためUFC 31より階級区分が再編成され、バンタム級はライト級へ、ライト級はウェルター級へ名称変更。旧ミドル級（199lbs以下）はライトヘビー級（205lbs以下）へ移行し、新たに新ミドル級（185lbs以下）が設置され全5階級となった。
World Extreme Cagefightingと合併したことでThe Ultimate Fighter 12 Finaleから新たにフェザー級とバンタム級が設置され、UFC on FX 2でフライ級が設置された。
UFC 157でUFC初の女子の階級となる女子バンタム級が設置。UFC Fight Night: Cowboy vs. Millerで女子ストロー級、UFC 208で女子フェザー級が設置され、The Ultimate Fighter 26 Finaleで正式に女子フライ級が設置された。

## スーパーファイト王座
1995年より創設された無差別級王座。トーナメント優勝者が王座挑戦権を獲得していた。1997年に階級制が導入されたのに伴い廃止。
| 代 | 選手名                                                                                  | 在位期間                                                                                | 防衛回数                                                                                | 備考                                                                                    |
| -- | --------------------------------------------------------------------------------------- | --------------------------------------------------------------------------------------- | --------------------------------------------------------------------------------------- | --------------------------------------------------------------------------------------- |
| -  | ケン・シャムロックとホイス・グレイシーにより王座決定戦を行うも引き分けに終わる（UFC 5） | ケン・シャムロックとホイス・グレイシーにより王座決定戦を行うも引き分けに終わる（UFC 5） | ケン・シャムロックとホイス・グレイシーにより王座決定戦を行うも引き分けに終わる（UFC 5） | ケン・シャムロックとホイス・グレイシーにより王座決定戦を行うも引き分けに終わる（UFC 5） |
| 初 | ケン・シャムロック                                                                      | 1995年7月14日 - 1996年5月17日                                                           | 2                                                                                       | ダン・スバーンとの王座決定戦により獲得 △ オレッグ・タクタロフ（UFC 7） ○ キモ（UFC 8）  |
| 2  | ダン・スバーン                                                                          | 1996年5月17日 - 1997年2月7日                                                            | 0                                                                                       | ケン・シャムロックとの王座戦により獲得                                                  |

## トーナメント優勝者
階級名称は大会当時のものであり、現在とは規定体重が異なる。
| 大会名                                                                  | 階級                  | 選手名                   | 開催年月日     |
| ----------------------------------------------------------------------- | --------------------- | ------------------------ | -------------- |
| UFC 1                                                                   | 無差別級              | ホイス・グレイシー       | 1993年11月12日 |
| UFC 2                                                                   | 無差別級              | ホイス・グレイシー       | 1994年3月11日  |
| UFC 3                                                                   | 無差別級              | スティーブ・ジェナム     | 1994年9月9日   |
| UFC 4                                                                   | 無差別級              | ホイス・グレイシー       | 1994年12月16日 |
| UFC 5                                                                   | 無差別級              | ダン・スバーン           | 1995年4月7日   |
| UFC 6                                                                   | 無差別級              | オレッグ・タクタロフ     | 1995年7月14日  |
| UFC 7                                                                   | 無差別級              | マルコ・ファス           | 1995年9月8日   |
| Ultimate Ultimate 1995                                                  | 無差別級              | ダン・スバーン           | 1995年12月16日 |
| UFC 8                                                                   | 無差別級              | ドン・フライ             | 1996年2月16日  |
| UFC 10                                                                  | 無差別級              | マーク・コールマン       | 1996年7月12日  |
| UFC 11                                                                  | 無差別級              | マーク・コールマン       | 1996年9月20日  |
| Ultimate Ultimate 1996                                                  | 無差別級              | ドン・フライ             | 1996年12月7日  |
| UFC 12                                                                  | ヘビー級 (90.7kg以上) | ビクトー・ベウフォート   | 1997年2月7日   |
| UFC 12                                                                  | ライト級 (90.7kg以下) | ジェリー・ボーランダー   | 1997年2月7日   |
| UFC 13                                                                  | ヘビー級 (90.7kg以上) | ランディ・クートゥア     | 1997年5月30日  |
| UFC 13                                                                  | ライト級 (90.7kg以下) | ガイ・メッツァー         | 1997年5月30日  |
| UFC 14                                                                  | ヘビー級 (90.7kg以上) | マーク・ケアー           | 1997年7月27日  |
| UFC 14                                                                  | ミドル級 (90.7kg以下) | ケビン・ジャクソン       | 1997年7月27日  |
| UFC 15                                                                  | ヘビー級 (90.7kg以上) | マーク・ケアー           | 1997年10月17日 |
| UFC-J                                                                   | ヘビー級 (90.7kg以上) | 桜庭和志                 | 1997年12月21日 |
| UFC 16                                                                  | ライト級 (77.1kg以下) | パット・ミレティッチ     | 1998年3月13日  |
| UFC 17                                                                  | ミドル級 (90.7kg以下) | ダン・ヘンダーソン       | 1998年5月15日  |
| UFC 23                                                                  | ミドル級 (90.7kg以下) | 山本喧一                 | 1999年11月14日 |
| UFC世界フライ級王座決定トーナメント (UFC on FX 2、UFC on FX 3、UFC 152) | フライ級              | デメトリアス・ジョンソン | 2012年9月22日  |

## 複数階級制覇王者

### 二階級制覇王者
| 選手名                   | 階級           | 在位期間                                          | 防衛回数 |
| ------------------------ | -------------- | ------------------------------------------------- | -------- |
| ランディ・クートゥア     | ヘビー級       | 1997年12月21日 (UFC Japan) - 1998年1月 (剥奪)     | 0        |
| ランディ・クートゥア     | ヘビー級       | 2000年11月17日 (UFC 28) - 2002年3月22日 (UFC 36)  | 2        |
| ランディ・クートゥア     | ライトヘビー級 | 2003年9月26日 (UFC 44) - 2004年1月31日 (UFC 46)   | 0        |
| ランディ・クートゥア     | ライトヘビー級 | 2004年8月21日 (UFC 49) - 2005年4月16日 (UFC 52)   | 0        |
| ランディ・クートゥア     | ヘビー級       | 2007年3月3日 (UFC 68) - 2008年11月15日 (UFC 91)   | 1        |
| BJ・ペン                 | ウェルター級   | 2004年1月31日 (UFC 46) - 2004年5月17日 (剥奪)     | 0        |
| BJ・ペン                 | ライト級       | 2008年1月19日 (UFC 80) - 2010年4月10日 (UFC 112)  | 3        |
| コナー・マクレガー       | フェザー級     | 2015年12月12日 (UFC 194) - 2016年11月26日 (剥奪)  | 0        |
| コナー・マクレガー       | ライト級       | 2016年11月12日 (UFC 205) - 2018年4月7日 (剥奪)    | 0        |
| ジョルジュ・サンピエール | ウェルター級   | 2006年11月18日 (UFC 65) - 2007年4月7日 (UFC 69)   | 0        |
| ジョルジュ・サンピエール | ウェルター級   | 2008年4月19日 (UFC 83) - 2013年12月13日 (返上)    | 9        |
| ジョルジュ・サンピエール | ミドル級       | 2017年11月4日 (UFC 217) - 2017年12月7日 (返上)    | 0        |
| ダニエル・コーミエ       | ライトヘビー級 | 2015年5月23日 (UFC 187) - 2018年12月28日 (返上)   | 3        |
| ダニエル・コーミエ       | ヘビー級       | 2018年7月7日 (UFC 226) - 2019年8月17日 (UFC 241)  | 1        |
| アマンダ・ヌネス         | 女子バンタム級 | 2016年7月9日 (UFC 200) - 2021年12月11日           | 5        |
| アマンダ・ヌネス         | 女子フェザー級 | 2018年12月29日 (UFC 232) - 2023年6月20日 (返上)   | 2        |
| アマンダ・ヌネス         | 女子バンタム級 | 2022年7月30日 (UFC 277) - 2023年6月20日 (返上)    | 1        |
| ヘンリー・セフード       | フライ級       | 2018年8月4日 (UFC 227) - 2020年2月29日 (返上)     | 1        |
| ヘンリー・セフード       | バンタム級     | 2019年6月8日 (UFC 238) - 2020年5月24日 (返上)     | 0        |
| ジョン・ジョーンズ       | ライトヘビー級 | 2011年3月19日 (UFC 128) - 2015年4月28日 (剥奪)    | 8        |
| ジョン・ジョーンズ       | ライトヘビー級 | 2018年12月29日 (UFC 232) - 2020年8月17日 (返上)   | 3        |
| ジョン・ジョーンズ       | ヘビー級       | 2023年3月4日 (UFC 285) - 2025年6月21日(返上)      | 1        |
| アレックス・ペレイラ     | ミドル級       | 2022年11月12日 (UFC 281) - 2023年4月8日 (UFC 287) | 0        |
| アレックス・ペレイラ     | ライトヘビー級 | 2023年11月11日 (UFC 295) - 2025年3月8日(UFC 313)  | 3        |
| イリア・トプリア         | フェザー級     | 2024年2月17日 (UFC 290) - 2025年2月19日(返上)     | 1        |
| イリア・トプリア         | ライト級       | 2025年6月28日 (UFC 317) - 現在                    | 0        |

二階級の王座を同時に保持したのは、コナー・マクレガー、ダニエル・コーミエ、アマンダ・ヌネス、ヘンリー・セフードの4人。

## 王座連続防衛記録
| 防衛回数 | 選手名                             | 階級           | 在位期間                        |
| -------- | ---------------------------------- | -------------- | ------------------------------- |
| 11       | デメトリアス・ジョンソン           | フライ級       | 2012年9月22日 – 2018年8月4日    |
| 10       | アンデウソン・シウバ               | ミドル級       | 2006年10月14日 – 2013年7月6日   |
| 9        | ジョルジュ・サンピエール           | ウェルター級   | 2008年4月19日 – 2013年12月13日  |
| 8        | ジョン・ジョーンズ                 | ライトヘビー級 | 2011年3月19日 – 2015年4月28日   |
| 7        | ジョゼ・アルド                     | フェザー級     | 2010年11月20日 – 2015年12月12日 |
| 7        | ヴァレンティーナ・シェフチェンコ   | 女子フライ級   | 2018年12月8日 – 2023年3月4日    |
| 6        | ロンダ・ラウジー                   | 女子バンタム級 | 2012年12月6日 – 2015年11月15日  |
| 5        | ティト・オーティズ                 | ライトヘビー級 | 2000年4月14日 – 2003年9月26日   |
| 5        | マット・ヒューズ                   | ウェルター級   | 2001年11月2日 – 2004年1月31日   |
| 5        | ヨアナ・イェンジェイチック         | 女子ストロー級 | 2015年3月14日 – 2017年11月4日   |
| 5        | アマンダ・ヌネス                   | 女子バンタム級 | 2016年7月9日 – 2021年12月11日   |
| 5        | カマル・ウスマン                   | ウェルター級   | 2019年3月2日 - 2022年8月20日    |
| 5        | イスラエル・アデサンヤ             | ミドル級       | 2019年10月6日 - 2022年11月12日  |
| 5        | アレクサンダー・ヴォルカノフスキー | フェザー級     | 2019年12月14日 – 2024年2月17日  |
| 4        | フランク・シャムロック             | ライトヘビー級 | 1997年12月21日 – 1999年11月24日 |
| 4        | パット・ミレティッチ               | ウェルター級   | 1998年10月16日 – 2001年5月4日   |
| 4        | チャック・リデル                   | ライトヘビー級 | 2005年4月16日 – 2007年5月26日   |
| 4        | タイロン・ウッドリー               | ウェルター級   | 2016年7月30日 – 2019年3月2日    |
| 4        | アレッシャンドリ・パントージャ     | フライ級       | 2023年7月8日 – 現在             |

## 王座戦通算勝利数記録
| 勝利数 | 選手名                             | 階級                          | 王座戦戦績           |
| ------ | ---------------------------------- | ----------------------------- | -------------------- |
| 15     | ジョン・ジョーンズ                 | ヘビー級 ライトヘビー級       | 1勝0敗 14勝0敗 (1NC) |
| 13     | ジョルジュ・サンピエール           | ミドル級 ウェルター級         | 1勝0敗 12勝2敗       |
| 12     | デメトリアス・ジョンソン           | バンタム級 フライ級           | 0勝1敗 12勝1敗       |
| 11     | アンデウソン・シウバ               | ミドル級                      | 11勝2敗              |
| 11     | アマンダ・ヌネス                   | 女子フェザー級 女子バンタム級 | 3勝0敗 8勝1敗        |
| 9      | ランディ・クートゥア               | ヘビー級 ライトヘビー級       | 6勝3敗 3勝3敗        |
| 9      | マット・ヒューズ                   | ウェルター級                  | 9勝3敗               |
| 8      | ジョゼ・アルド                     | フェザー級 バンタム級         | 8勝3敗 0勝1敗        |
| 8      | イスラエル・アデサンヤ             | ライトヘビー級 ミドル級       | 0勝1敗 8勝2敗        |
| 8      | ヴァレンティーナ・シェフチェンコ   | 女子バンタム級 女子フライ級   | 0勝1敗 8勝1敗1分     |
| 6      | ヨアナ・イェンジェイチック         | 女子フライ級 女子ストロー級   | 0勝1敗 6勝3敗        |
| 6      | ダニエル・コーミエ                 | ヘビー級 ライトヘビー級       | 2勝2敗 4勝1敗 (1NC)  |
| 6      | ティト・オーティズ                 | ライトヘビー級                | 6勝3敗               |
| 6      | ロンダ・ラウジー                   | 女子バンタム級                | 6勝2敗               |
| 6      | スティーペ・ミオシッチ             | ヘビー級                      | 6勝2敗               |
| 6      | カマル・ウスマン                   | ウェルター級                  | 6勝2敗               |
| 6      | アレクサンダー・ヴォルカノフスキー | ライト級 フェザー級           | 0勝2敗 6勝0敗        |
| 5      | BJ・ペン                           | ウェルター級 ライト級         | 1勝2敗 4勝3敗1分     |
| 5      | ティム・シルビア                   | ウェルター級                  | 5勝4敗               |
| 5      | マックス・ホロウェイ               | ライト級 フェザー級           | 0勝1敗 5勝3敗        |
| 5      | TJ・ディラショー                   | バンタム級 フライ級           | 5勝2敗 0勝1敗        |
| 5      | チャック・リデル                   | ライトヘビー級                | 5勝2敗               |
| 5      | ドミニク・クルーズ                 | バンタム級                    | 5勝2敗               |
| 5      | パット・ミレティッチ               | ウェルター級                  | 5勝1敗               |
| 5      | フランク・シャムロック             | ライトヘビー級                | 5勝0敗               |
| 5      | アレッシャンドリ・パントージャ     | フライ級                      | 5勝0敗               |

※暫定王座戦も含む。